# Aipytos (Sohn des Elatos)
Aipytos (altgriechisch Αἴπυτος Aípytos) ist in der griechischen Mythologie ein Heros von Arkadien.
In den meisten Sagenvarianten erscheint Aipytos als Sohn des Elatos. Laut Hesiod war er der Vater des Glesenor und Peirithoos. Nach Pindar herrschte er als König über Phaisane am Alpheios in Arkadien. Als Kleitor ohne Nachkommen starb, wurde Aipytos König ganz Arkadiens.
Aipytos erhielt von der lakonischen Heroine Pitane deren Tochter von Poseidon, Euadne, zur Erziehung. Diese wurde von Apollon schwanger. Aiyptos holte beim Orakel von Delphi Auskunft über den Vater des erwarteten Kindes ein und war mit der erhaltenen Antwort zufrieden, fand das Kind aber nach seiner Rückkehr schon von Euadne geboren und ausgesetzt. Durch göttliche Leitung entdeckte er den inzwischen von zwei Schlangen genährten Knaben und zog ihn auf. Der Iamos genannte Junge wurde später der mythische Ahnherr des Sehergeschlechts der Iamiden in Olympia.
Schon Homer kannte das angebliche Grab des Aipytos am Berg Sepia bei Kyllene, wo dieser auf der Jagd am Biss einer giftigen Schlange gestorben war.